# Alekere
Koordinaten: 58° 57′ N, 26° 48′ O
Alekere ist ein Dorf (estnisch küla) in der Landgemeinde Avinurme (Avinurme vald). Es liegt im Kreis Ida-Viru (Ost-Wierland).
Alekere hat 30 Einwohner (Stand 2010).